# Cable paralelo
Cable paralelo es el cable de conexión para computadores definido por el estándar IEEE 1284 para la conexión de periféricos mediante el puerto paralelo. Se utilizaba frecuentemente para la conexión de impresoras con computadores compatibles PC. Se considera una conexión obsoleta y ha sido reemplazada por el USB.

## Características
Contrario a la creencia popular, no hay un cable de paralelo de impresora "estándar". Comúnmente se habla del ensamblado con un conector DB25 macho en un extremo y un conector de 36 pines tipo Champ del otro. Internamente, los cables tienen de 18 a 25 conductores, y de 1 a 8 alambres de tierra, y pueden tener aislamiento individual, o trenzado, y posiblemente un conductor aterrizado. Con este tipo de armado, no hay manera de controlar la impedancia del cable, la interferencia entre conductores, la capacitancia y el rendimiento. Este ensamblado está bien para operar a 10K Bytes por segundo a 6 pies, pero no opera confiablemente a 2M Bytes por segundo en cables de 30 pies.
Algunos parámetros para cumplir con el estándar IEEE 1284 de ensamblado incluyen:
- Todas las señales van por un par trenzado con un conductor de señal y uno de tierra de retorno.
- Cada par trenzado tiene una impedancia característica desbalanceada de 62 +/- 6 ohms sobre la banda de frecuencia de los 4 a los 16 MHz.
- La interferencia de alambre a alambre no debe ser más grande del 10%.
- El cable deberá tener una cubierta óptica trenzada de 85% mínimo cobre el recubrimiento.
- El blindaje del cable deberá ser conectado al cascarón del conector.
- Los cables que cumplan con las especificaciones deberán ser marcados con:  IEEE Std 1284-1994 Compliant.

## Conectores IEEE 1284
El estándar IEEE 1284 va más allá de describir nuevos modos de transferencia de datos, y de hecho define la interfaz mecánica y las propiedades eléctricas de un puerto paralelo compatible. Muchos de los problemas asociados con los dispositivos conectados al puerto paralelo surgen del hecho de que no existe un estándar para la interfaz eléctrica para el puerto paralelo. El conector hembra DB25 se ha vuelto el estándar para la PC o el conector anfitrión, pero ha habido diferentes implementaciones de los controladores, resitores, condensadores, etc, para la interfaz eléctrica. El comité IEEE 1284 sintió que era prioritario definir estas propiedades para cumplir con los siguientes objetivos:
- Asegurar la compatibilidad eléctrica entre todos los dispositivos compatibles con IEEE 1284.
- Asegurar que las interfaces IEEE 1284 operarían con los periféricos, adaptadores y puertos existentes.
- Asegurar la operación y la integridad de los datos a las radios de transferencia más altos.
- Extender la operación a 30 pies, o 10 metros.

Para cumplir estos objetivos, el estándar define los conectores, interfaz eléctrica, y los requerimientos de cableado.
El estándar identifica 3 tipos de conectores:
- IEEE 1284 Tipo A: 25 pines DB-25 IEEE 1284.
- IEEE 1284 Tipo B: 36 Conductores, Conector tipo Champ de Línea central de 0.085 con seguros (Centronics).
- IEEE 1284 Tipo C: 36 Conductores, Conector tipo mini Champ de Línea central de 0.050 con seguros de clip (mini Centronics).